# Volta à Califórnia
A Volta à Califórnia (oficialmente Amgen Tour of Califórnia) foi uma corrida por etapas profissional de ciclismo de estrada que se disputa no estado federal da Califórnia, nos Estados Unidos. Realizou-se entre 2006 e 2019 tendo sido a única corrida do Estados Unidos a pertencer ao calendário UCI World Tour, máxima categoria das carreiras profissionais.
A primeira edição (fevereiro de 2006) a carreira já pertenceu ao UCI America Tour dos Circuitos Continentais UCI enquadrada na categoria 2.1 passando a partir da edição de 2007 à 2.hc (máxima categoria) até 2016. Em 2017 fará parte do UCI World Tour. É a carreira por etapas mais importante de todas as que se celebram profissionalmente na América. Anteriormente compartilhou essa categoria com o Tour da Georgia e o Tour de Missouri (já desaparecidos).
O estadounidense Levi Leipheimer é o ciclista que mais vezes tem ganhado a prova (3). Peter Sagan tem o recorde de etapas vencidas (15).
A carreira foi patrocinada pela empresa da indústria biotecnológica Amgen e entre os anos 2008 ao 2013 contou com algumas carreiras de exibição femininas, mas a partir do ano 2015 conta com uma versão feminina homónima avalada pela UCI.

## Palmarés
| Ano  | Vencedor           | Segundo            | Terceiro               |
| ---- | ------------------ | ------------------ | ---------------------- |
| 2006 | Floyd Landis       | David Zabriskie    | Bobby Julich           |
| 2007 | Levi Leipheimer    | Jens Voigt         | Jason McCartney        |
| 2008 | Levi Leipheimer    | David Millar       | Christian Vande Velde  |
| 2009 | Levi Leipheimer    | David Zabriskie    | Michael Rogers         |
| 2010 | Michael Rogers     | David Zabriskie    | Levi Leipheimer        |
| 2011 | Chris Horner       | Levi Leipheimer    | Tom Danielson          |
| 2012 | Robert Gesink      | David Zabriskie    | Tom Danielson          |
| 2013 | Tejay van Garderen | Michael Rogers     | Janier Acevedo         |
| 2014 | Bradley Wiggins    | Rohan Dennis       | Lawson Craddock        |
| 2015 | Peter Sagan        | Julian Alaphilippe | Sergio Henao           |
| 2016 | Julian Alaphilippe | Rohan Dennis       | Brent Bookwalter       |
| 2017 | George Bennett     | Rafał Majka        | Andrew Talansky        |
| 2018 | Egan Bernal        | Tejay van Garderen | Daniel Felipe Martínez |
| 2019 | Tadej Pogačar      | Sergio Higuita     | Kasper Asgreen         |

Nota: O segundo classificado da edição de 2006 foi o ciclista David Zabriskie a quem retiraram-se-lhe os resultados obtidos por sanção no marco do caso de dopagem sistémico contra o ciclista Lance Armstrong.A segunda posição declarou-se deserta.

## Outras classificações
| Ano  | Pontos           | Montanha           | Jovens/Sub-23      | Equipas            |
| ---- | ---------------- | ------------------ | ------------------ | ------------------ |
| 2006 | Olaf Pollack     | Levi Leipheimer    | Thomas Peterson    | CSC                |
| 2007 | Juan José Haedo  | Christophe Laurent | Robert Gesink      | CSC                |
| 2008 | Dominique Rollin | Scott Nydam        | Robert Gesink      | Garmin-Slipstream  |
| 2009 | Mark Cavendish   | Jason McCartney    | Robert Gesink      | Astana             |
| 2010 | Peter Sagan      | Thomas Rabou       | Peter Sagan        | Garmin-Transitions |
| 2011 | Peter Sagan      | Jonathan McCarthy  | Tejay van Garderen | Garmin-Cervélo     |
| 2012 | Peter Sagan      | Sebastian Salas    | Wilco Kelderman    | RadioShack-Nissan  |
| 2013 | Peter Sagan      | Carter Jones       | Lawson Craddock    | BMC Racing         |
| 2014 | Peter Sagan      | Will Routley       | Lawson Craddock    | Garmin Sharp       |
| 2015 | Mark Cavendish   | Daniel Oss         | Julian Alaphilippe | Sky                |
| 2016 | Peter Sagan      | Evan Huffman       | Neilson Powless    | BMC Racing Team    |
| 2017 | Peter Sagan      | Daniel Jaramillo   | Lachlan Morton     | Sky                |
| 2018 | Fernando Gaviria | Toms Skujiņš       | Egan Bernal        | Sky                |
| 2019 | Kasper Asgreen   | Davide Ballerini   | Tadej Pogačar      | EF Education First |

## Estatísticas

### Mais vitórias
| Ciclista        | Vitórias | Anos              |
| --------------- | -------- | ----------------- |
| Levi Leipheimer | 3        | 2007, 2008 e 2009 |

### Vitórias consecutivas
- Três vitórias seguidas:
  -  Levi Leipheimer (2007, 2008, 2009)

## Palmarés por países
| País           | Vitórias | Último vencedor            |
| -------------- | -------- | -------------------------- |
| Estados Unidos | 6        | Tejay van Garderen em 2013 |
| Austrália      | 1        | Michael Rogers em 2010     |
| Países Baixos  | 1        | Robert Gesink em 2012      |
| Reino Unido    | 1        | Bradley Wiggins em 2014    |
| Eslováquia     | 1        | Peter Sagan em 2015        |
| França         | 1        | Julian Alaphilippe em 2016 |
| Nova Zelândia  | 1        | George Bennett em 2017     |
| Colômbia       | 1        | Egan Bernal em 2018        |